# The Last Spark: Live at Ancienne Belgique, Brussels. May 2019. Bootleg Series Vol. 11
The Last Spark: Live at Ancienne Belgique, Brussels. May 2019. Bootleg Series Vol. 11 è il decimo album dal vivo del gruppo musicale britannico Enter Shikari, pubblicato il 3 luglio 2020.

## Descrizione
Contrariamente a quanto indicato nel titolo, il concerto contenuto nell'album è stato registrato nell'aprile 2019, e non a maggio, durante la data finale del tour mondiale in supporto al quinto album del gruppo The Spark. Pubblicato in una tiratura limitata di 1 000 copie, l'intero profitto delle vendite è stato devoluto in benificenza ai membri dello staff live degli Enter Shikari, economicamente coinvolto nella crisi derivante dalla pandemia di COVID-19 e dalla conseguente cancellazione della tournée in supporto al loro album Nothing Is True & Everything Is Possible.

## Tracce
Testi di Rou Reynolds, musiche degli Enter Shikari.
1. Intro (The Spark)
2. The Sights
3. Step Up/Labyrith
4. Arguing with Thermometers/Rabble Rouser
5. Halcyon Days/Hectic
6. Gap in the Fence/Shinrin-Yoku
7. The Revolt of the Atoms
8. There's a Price on Your Head
9. Ghandi Mate, Gandhi/Mothership/Insomnia
10. Havoc B
11. Airfield
12. Undercover Agents/No Sleep Tonight/Stop the Clocks
13. The Quickfire Round
14. Take My Country Back
15. Juggernauts
16. Live Outside
17. Outro (The Embers)

## Formazione
- Rou Reynolds – voce, pianoforte, tastiera, sintetizzatore, tromba
- Rory Clewlow – chitarra, voce secondaria; tastiera in Arguing with Thermometers
- Chris Batten – basso, tastiera, voce secondaria
- Rob Rolfe – batteria, percussioni, cori

## Classifiche
| Classifica (2020)         | Posizione massima |
| ------------------------- | ----------------- |
| Regno Unito (independent) | 30                |
| Regno Unito (rock)        | 13                |